# Futbol amb cadira de rodes elèctrica

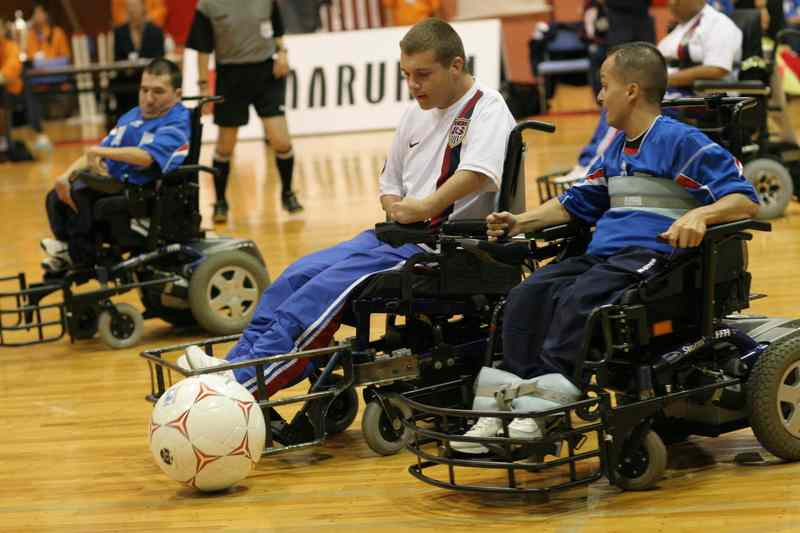
Estats Units contra França, Copa del Món FIPFA de Tòquio, octubre de 2007.

El futbol amb cadira de rodes elèctrica, conegut també com a Power Soccer és un esport de competició per gent amb discapacitats que utilitzen cadira de rodes elèctrica. Els partits es juguen en un poliesportiu que tingui una pista de bàsquet de reglament. Es juga amb dos equips de quatre jugadors amb cadires de rodes adaptades amb proteccions per als peus per atacar, defensar i xutar una pilota de futbol de 33 cm provant de marcar gol.

## Història
El Power Soccer es va jugar per primera vegada a França els anys 70. Més endavant es va estendre per Europa (Bèlgica, Portugal, Dinamarca i Anglaterra) abans que un grup d'atletes de Vancouver comencessin a jugar-ne una variació al Canadà el 1982. El joc va anar expandint-se per la costa oest americana fins a Berkeley, Califòrnia el 1988, i va travessar el Pacífic fins al Japó. El 2005, es van reunir representants dels nou països a Coimbra, Portugal i, el 2006, a Atlanta, per formar la Federació Internacional d'Associacions de Futbol amb Cadira de Rodes elèctrica (FIPFA).

## Regles
L'esport es juga en una pista de bàsquet de mida estàndard i en molts aspectes és molt semblant al futbol sala. Cada equip pot tenir quatre jugadors a la pista en un moment donat, inclòs el porter. Un partit consisteix en dues parts de 20 minuts. A causa de l'aspecte bidimensional del joc (els jugadors típicament no són capaços de xutar la pilota alta), s'ha de crear un espai artificial al voltant dels jugadors. Les dues diferències més importants a les regles respecte al joc sense cadira de rodes són: 1) la regla de "dos contra un" i 2) la violació de "tres a l'àrea de gol".
1. "dos contra un". Només es permet que hi hagi un jugador i un contrari a menys de tres metres de la pilota quan està en joc. Si un company d'equip de qualsevol dels dos s'acosta dins dels tres metres, l'àrbitre pot xiular una infracció i donar un tir lliure indirecte. Això força els jugadors a escampar-se pel camp i evita embussar el joc, permetent una millor circulació del joc. L'única excepció a aquesta violació és si un dels dos companys d'equip és un porter dins de la seva pròpia àrea de gol; en aquest cas no hi ha infracció.
2. "3 a l'àrea de gol". L'equip defensiu només pot tenir dos jugadors dins de la seva pròpia àrea de gol. Si un tercer jugador entra a l'àrea, l'àrbitre pot aturar el joc i donar un tir lliure indirecte a l'equip contrari.

En qualsevol d'aquestes dues infraccions (dos contra un i tres a l'àrea), l'àrbitre pot decidir no xiular la infracció si el jugador en qüestió no intervé en la jugada (semblant al concepte de la regla del fora de joc en el futbol tradicional).
A més, com que molts jugadors no tenen força a les extremitats superiors per llençar la pilota amb els braços, quan la pilota surt del camp, els jugadors tornen a xutar la pilota per posar-la en joc. Dit d'una altra manera, en comptes d'un "llançament de banda" des del costat, el futbol amb cadira de rodes té un "xut de banda", i com que la pilota ha estat "xutada", es pot marcar un gol directe.
Colpejar o envestir intencionadament un altre jugador pot castigar-se amb un penalti.

## Equipament
Els jugadors han d'utilitzar una cadira de rodes elèctrica amb quatre rodes o més. La velocitat màxima permesa durant un partit és de 10 km/h, i els àrbitres comprovaran la velocitat dels jugadors abans de començar el partit. També és obligatori utilitzar cinturó de seguretat i protecció per als peus. La pilota és com la de futbol, però més gran, de 33 cm (13 polzades) de diàmetre.

## FIPFA
La FIPFA (Fédération Internationale de Powerchair Football Association) es va fundar el 2006 per governar l'esport i té la seu a París, França.

## Copa del Món
La primera Copa del Món de futbol en cadira de rodes es va celebrar a Tòquio l'octubre de 2007. La final es va jugar el 13 d'octubre, i els Estats Units van guanyar França a la tanda de penaltis.

## Copa de Campions de les Amèriques
La primera Copa de Campions de les Amèriques es va celebrar a Atlanta, Estats Units, l'octubre de 2009. L'Atlanta Synergy és l'equip que hi ha tingut més èxits, ja que l'ha guanyada dos cops seguits. Van guanyar la Copa de les Amèriques de 2010 en guanyar per 4 gols a 0 als Tampa Thunder en una final on Atlanta va confirmar la superioritat que ja havia demostrat durant tot el torneig a Burnaby, al Canadà.